# Jacopo Strada
Jacopo Strada (* 1507 in Mantua; † 1588 in Prag oder Wien) war ein italienischer Gelehrter, Höfling, Antiquar, Maler, Architekt, Goldschmied, Numismatiker, Schriftsteller, Herausgeber und Kunstsammler. Darüber hinaus war er ein Erfinder von Wasserwerken und anderer Maschinen.

## Leben
Jacopo Strada war ab 1544 mit Ottilia Schenk aus Posberg in Franken verheiratet. Ab 1546 lebte er in Nürnberg und erhielt dort 1549 das Bürgerrecht. Er stand in Diensten des Augsburger Patriziers, Humanisten und Büchersammlers Johann Jakob Fugger und absolvierte als Agent Kunstkäufe in Italien. Dort betrieb er auch selbst umfassende Antikenstudien; antike sowie zeitgenössische Bauten (Raffaels Loggien im Vatikan, Giulio Romanos Palazzo del Té in Mantua, die Trajanssäule in Rom) dokumentierte er bzw. ließ er dokumentieren.
Fugger gab um die Mitte des 16. Jahrhunderts eine umfassende, systematisch-hierarchisch, geographisch-politisch und chronologisch gegliederte Sammlung von Wappen italienischer und mit der Geschichte Italiens verbundener Adelshäuser in Auftrag. Jacopo Strada, Antiquar in Mantua, trug diese Wappen zusammen. Sorgfältig und prachtvoll gemalt, mit Gold, Silber und leuchtenden Deckfarben, füllen sie fünfzehn prächtig gebundene Foliobände, ein Kompendium territorialer und personaler Verflechtungen im Italien des Mittelalters und der frühen Neuzeit.
Um 1550 begann er (laut Titelblatt) die Anfertigung großformatiger Zeichnungen nach antiken Münzen, die jeweils einzeln auf einem Folioblatt festgehalten wurden. Diese Zeichnungen gelangten später aus dem Besitz Fuggers nach München und wurden um 1570 für Albrecht V. von Bayern in 30 Bänden gebunden, von denen heute noch 29 in der Forschungsbibliothek Gotha unter dem Titel Magnum ac Novum Opus erhalten sind. Weitere, ähnliche Bände mit Münzzeichnungen finden sich heute in Wien, Prag, Paris und London. Zu einer großen Zahl dieser Zeichnungen sind außerdem Beschreibungen in 11 Bänden (sog. Diaskeuè) erhalten, die sich heute an der Universitätsbibliothek Wien und in einer Kopie in Prag befinden.
Von 1552 bis 1555 weilte Strada in Lyon, wo er mit dem Antiquar Guillaume Du Choul kooperierte und Sebastiano Serlio traf, von dem er die vorbereitenden Materialien für sein Siebtes Buch erwarb, die er dann 1575 publizierte. In Lyon erschien Ende 1553 Stradas Epitome Thesauri Antiquitatum, ein sog. Bildnisvitenbuch mit den Biographien der römischen Kaiser und ihrer Familienmitglieder, illustriert mit kleinen Zeichnungen nach antiken Münzen. Nach Drucklegung des Werkes reiste Strada 1553 nach Rom und wurde dort Mitglied der „gelehrtesten Akademie“ (eruditissima academia), die sich nahezu täglich im Palazzo Farnese traf, um vor allem Themen der antiken Kultur zu diskutieren. An diesen Treffen nahmen laut Strada Vertreter von 20 Fachgebieten bzw. Berufen teil, darunter namhafte Gelehrte wie Antonio Agustín, Bernardino Maffei oder Ottavio Pantagato. In Rom ließ Strada nicht nur in großem Umfang weitere Zeichnungen nach antiken Münzen anfertigen, sondern auch eine farbige Dokumentation der Loggien Raffaels im Papstpalast des Vatikans. Er gab außerdem eine Dokumentation des Palazzo del Tè in Mantua in Auftrag und scheint an einer neuen Aufnahme der Reliefs der Trajanssäule beteiligt gewesen zu sein. Daneben scheint der architektonisch versierte Strada mit römischen Architekten wie Antonio Labacco und Giacomo Barozzi da Vignola Kontakt gehabt zu haben, da sich Zeichnungen von diesen drei Architekten in einem vatikanischen Codex erhalten haben.
Ab 1556 weilte er in Wien als Hofantiquarius, als Kunstsachverständiger und Verwalter der kaiserlichen Schatzkammer, sowie Architekt für Kaiser Ferdinand I. und arbeitete am Ausbau der Hofburg. (In griechisch verfassten Titelblättern seiner Zeichnungen nach antiken Münzen aus dem griechischen Sprachraum übersetzt er den Titel Antiquarius mit Archaiologos und dürfte damit der erste in der Neuzeit sein, der sich als „Archäologe“ bezeichnete.) In diesen Jahren erwarb er ein Haus in der Wiener Innenstadt (heute Bankgasse 10), das er bis zu seinem Tod besaß. Vermutlich aus dieser Zeit in Wien sind auch weitere Bände mit Zeichnungen und Manuskripten Stradas in der Österreichischen Nationalbibliothek, Wien, erhalten, darunter ca. 120 Zeichnungen nach antiken Porträtbüsten sowie ein Band mit 174 Zeichnungen nach antiken Statuen (sog. Codex Miniatus 21).
1557 gab Strada in Venedig zwei Schriften Onofrio Panvinios heraus, die Fasti et Triumphi, ein umfangreicher Kommentar zu den 1546 auf dem Forum Romanum aufgefundenen Fasti Capitolini, sowie die Epitome Pontificum Romanorum, eine Geschichte der Päpste. Aufgrund fehlerhafter Bindungen und diverser Änderungen erregten sie jedoch den Zorn des Verfassers, so dass Antonio Agustín, der Strada vermutlich die Manuskripte seines Freundes und Schülers Panvinio übergeben hatte, zwischen diesem und Strada vermitteln musste. Panvinio gab dieselben Schriften dann 1558 selbst nochmals in geänderter Form heraus.

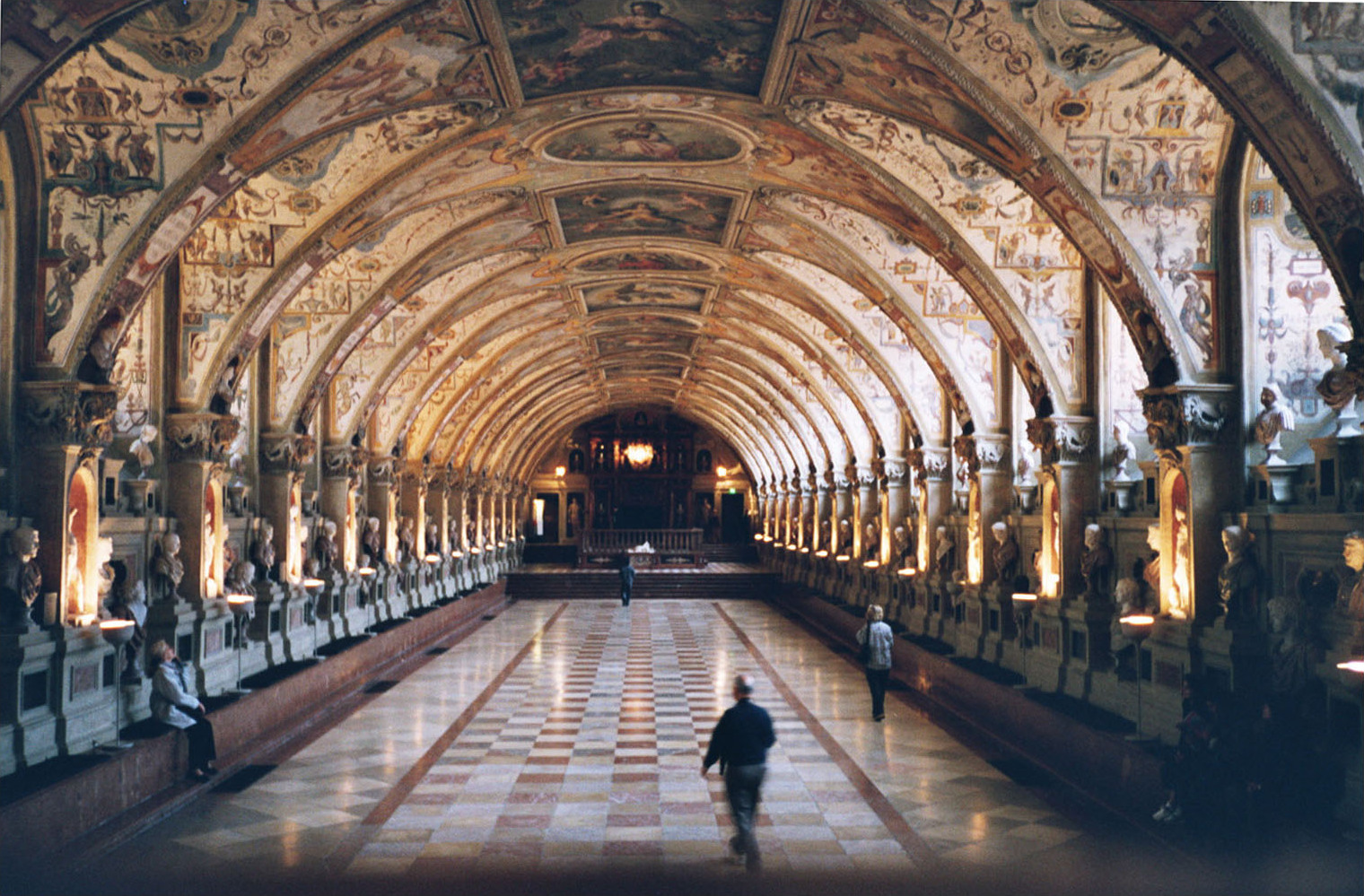
Antiquarium der Münchner Residenz

1566 reiste er zum bayerischen Herzog Albrecht V. und half ihm, seine Skulpturensammlung aufzubauen, die noch heute im Antiquarium der Münchner Residenz aufgestellt ist. Für dieses ab 1568 errichtete Sammlungsgebäude lieferte er wichtige Ideen und Pläne. Im Obergeschoss wurde die ebenfalls zu großen Teilen auf Fuggers Sammlung zurückgehende Bibliothek untergebracht. Das Antiquarium dürfte damit das erste dezidiert einer umfangreichen Sammlung gewidmete Bauwerk nördlich der Alpen und vermutlich seinerzeit das größte dieser Art in Europa gewesen sein.
Sein Porträt, 1567/1568 von Tizian gemalt, zeigt den Kunstsammler. Es kam in den Besitz von Erzherzog Leopold Wilhelm von Österreich und ist heute Bestandteil der Gemäldesammlung des Kunsthistorischen Museums in Wien. Es ist überliefert, dass ihn etwa zur gleichen Zeit die venezianische Künstlerin Marietta Robusti (1554/1555–1590), Tochter von Tintoretto, porträtierte.
1564 als Hofconterfeier unter Maximilian II. tätig, bekam er vom Kaiser Kleidergeld, damit er sich bei hof desto bas erhalten muge. 1568 lieferte er in Wien, Simmering den Entwurf für das Schloss Neugebäude. Er orientierte sich dabei an oberitalienischen Villen und französischen Königs- und Gartenschlössern, vermutlich aber auch an der Hadrians-Villa in Tivoli bei Rom sowie dem Diocletianspalast in Split/Spalato.
1571–1574 verfasste er in Wien ein Verzeichnis antiker Schriften und ein Lexikon für elf Sprachen. Für Schloss Bučovice (Butschowitz) in der Nähe von Brünn legte er dem Bauherrn Jan Šember von Boskovic Entwürfe vor.
1574 starb nach dreißigjähriger Ehe seine Frau Ottilia, im selben Jahr, am 27. Dezember 1574, wurde er von Maximilian II. in den Adelsstand erhoben. 1575 ließ er sein Haus demolieren und einen Neubau errichten, in dem er seine über 3.000 Bände umfassende Bibliothek und die ansehnliche künstencammer unterbrachte. Er besaß das Gebäude, in dem er gelegentlich Gäste des kaiserlichen Hofes einquartierte, bis zu seinem Tod. Das Palais Strada zählte zu den bemerkenswertesten Baudenkmälern der Wiener Spätrenaissance. 1875, beim Bau des Wiener Burgtheaters, musste es abgerissen werden.
1575 publizierte Strada das Siebte Buch des Architekturtraktats Sebastiano Serlios, dessen Manuskript er bereits Anfang der 1550er Jahre in Lyon von Serlio erworben hatte. Ebenfalls 1575 publizierte er die Commentari Julius Caesars mit vier Kommentaren zeitgenössischer Gelehrter und einem Anhang mit hunderten antiken Inschriften aus Spanien.
Kaiser Rudolph II. holte beide Stradas, Vater und Sohn Octavio, unmittelbar nach seiner Thronbesteigung an den Prager Hof und betraute ihn mit vielfältigen Aufgaben, nicht zuletzt, weil er Octavios Tochter Katharina zu seiner Mätresse gemacht hatte. Der Kaiser konnte Katharina nicht heiraten, obwohl sie ihm sechs Kinder geboren hatte. Strada publizierte mehrere Werke, die das kaiserliche Verlangen nach Würde und Verehrung der Vorfahren befriedigten. Die Epitome thesauri antiquitatum, hoc est, impp. Rom. Orientalium & Occidentalium Iconum, ex antiquis Numismatibus quam fidelissime deliniatarum, ex Musaeo Iacobi de Strada Mantuani Antiquarii (1553, Lyon), eine Geschichte der Kaiser von Julius Cäsar bis Maximilian II. anhand ihrer Darstellung auf Münzen, die zeitgleich in Lyon auf Französisch und später durch Conrad Gesner in Zürich mehrmals aufgelegt wurde.
Jacopo della Strada starb in Prag und wurde in der St. Nikolaus-Kirche auf der Prager Kleinseite begraben.
Sohn Octavio (1550–1607) trat die Nachfolge seines Vaters in der kaiserlichen Gunst an. Auch er war sehr gebildet und betätigte sich als Historiker. Er verfasste eine Keyser Chronick.